# Даффи (певица)
Эйми Энн Даффи (валл. Aimee Anne Duffy, род. 23 июня 1984 года в Гуинете, Уэльс) — британская (валлийская) поп-исполнительница, которую музыкальная пресса называет «новой Дасти Спрингфилд» (также — «новой Эми Уайнхаус»). Дебютный альбом Даффи Rockferry, записанный продюсером Бернардом Батлером (в прошлом — гитаристом Suede) и выпущенный компанией Polydor Records 3 марта 2008 года, стал британским чарттоппером и (на начало июня) оставался бестселлером #1 2008 года в Британии. Сингл из него «Mercy» возглавил как британский хит-парад, так и Hot European 100. В США Даффи воспринимают как часть новейшего британского вторжения, аналогичного тому, что в 60-х годах возглавили The Beatles и The Rolling Stones.

## Юность
Родилась в Бангоре, городе в валлийском графстве Гуинет, в семье Джона Даффи и Джойс Смит. У нее есть сестра-близнец Кейт и старшая сестра Келли Энн. Родители Даффи развелись, когда ей было 10 лет, после этого она переехала в Леттерстон вместе с матерью и сестрами.
В шесть лет по собственным воспоминаниям, она впервые открыла в себе способность к пению, поначалу подпевая пластинкам Beatles, Rolling Stones и Сэнди Шоу из родительской фонотеки (которая насчитывала 2,5 тысячи пластинок). В старших классах Эйми Энн начала выступать на сцене местного джаз-бара, где стала подрабатывать официанткой.

## Карьера
В 2003 году Даффи (отбросив двойное имя) заняла второе место на Waw Ffactor, валлийском филиале телеконкурса Pop Idol. Возглавлявший жюри Оуэн Пауэлл (в прошлом — гитарист Catatonia) помог ей записать и выпустить первый альбом Rock, Roll & Soul (2004) — сборник поп-баллад кельтского звучания. Релиз был замечен участниками манчестерской биг-бит-группы Mint Royale, и они пригласили певицу к сотрудничеству.

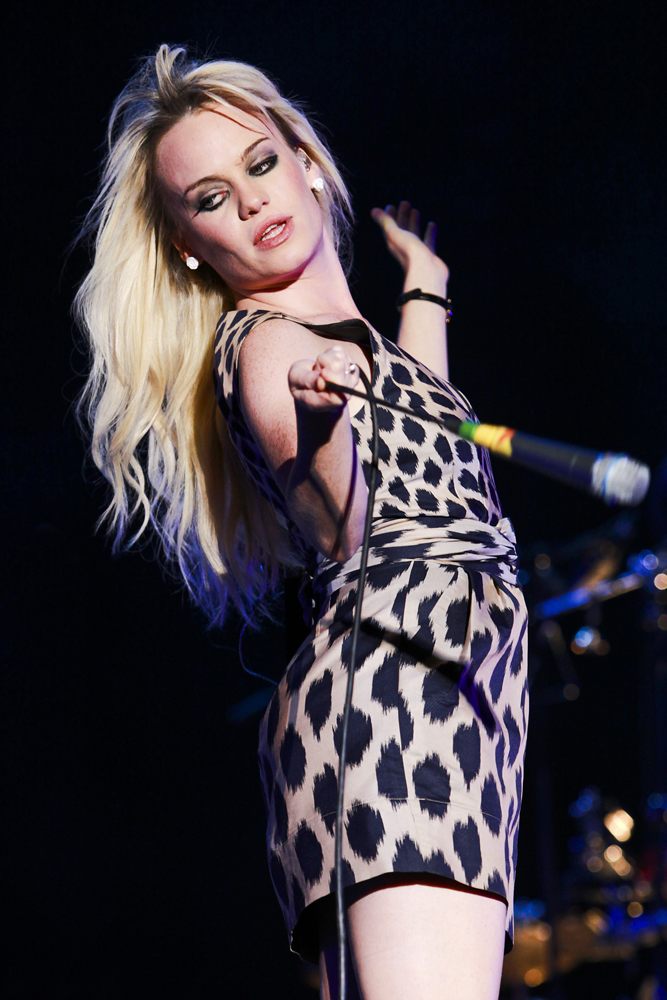
Даффи в 2009 году

В 2005 году Пауэлл познакомил Даффи с антрепренёром Джанет Ли (одно время — участницей Public Image Limited, позже — совладелицей Rough Trade) которая стала её менеджером. Ли в свою очередь свела певицу с Ричардом Парфиттом, гитаристом валлийской группы 60ft Dolls, который помог ей записать демо. Плёнка произвела впечатление на представителей Rough Trade Records. Контракт был подписан, но менеджер решила события не торопить, чтобы дать возможность развиться авторскому таланту своей подопечной и найти ей авторитетного ментора. Таковым стал для Даффи продюсер Бернард Батлер, в прошлом гитарист Suede. Именно он — сначала провел с ней интенсивный курс изучения музыки соул, потом — с давним партнёром Дэвидом МакАлмонтом — собрал бэкинг-группу (куда вошёл сам), наконец выработал для своей подопечной узнаваемый саунд.
Альбом Rockferry получил высочайшие оценки критики, которые отметили редкое сочетание личностного обаяния, вокальных данных и тонкого музыкального вкуса. Два сингла — «Rockferry» и «Mercy» — стали хитами в Британии. Альбом получил статус шестикратно платинового и стал главным бестселлером 2008 года. В феврале 2009 года Даффи получила три награды Brit Awards: как лучшая певица года, за альбом Rockferry и как открытие года.
В августе 2011 года Даффи должна была выступить на спортивном летнем фестивале в Монако, но концерт был отменен и вместо нее выступила Мелоди Гардо. В октябре 2012 года она должна была дать концерт на фестивале Atelier в Дубае, но в назначенный день так и не появилась там. В сентябре 2013 года Даффи выступила на концерте, посвященном Эдит Пиаф в Нью-Йорке.
В 2015 году выходит триллер «Легенда», в котором Даффи сыграла американскую певицу Тими Юро. Кроме того, в саундтрек фильма вошли три ее песни.
В марте 2020 года она отправила песню «Something Beautiful» на BBC Radio 2. В июне 2020 года Даффи представила новый сингл «River in the Sky» на своей странице в Instagram.

## Личная жизнь
Даффи находилась в отношениях с уроженцем Чешира, Марком Дерстоном более пяти лет. Пара рассталась в ноябре 2006 года.
В сентябре 2008 года она заявила, что находится на грани нервного срыва из-за того психологического давления, которое принесла ей слава. Она призналась, что даже думала стать затворницей, но в конце концов решила отказаться от этой идеи ради своих поклонников. Хотя она признавала, что большинство людей хотят ей добра, ей было страшно, когда люди узнавали ее на улице.
В 2009 году Даффи заняла 16-е место в списке самых богатых молодых музыкантов Великобритании по версии Sunday Times. Ее состояние оценивалось в 4 миллиона фунтов стерлингов.
С сентября 2009 года по май 2011 года она встречалась с валлийским международным регбистом, Майком Филлипсом.

## Дискография

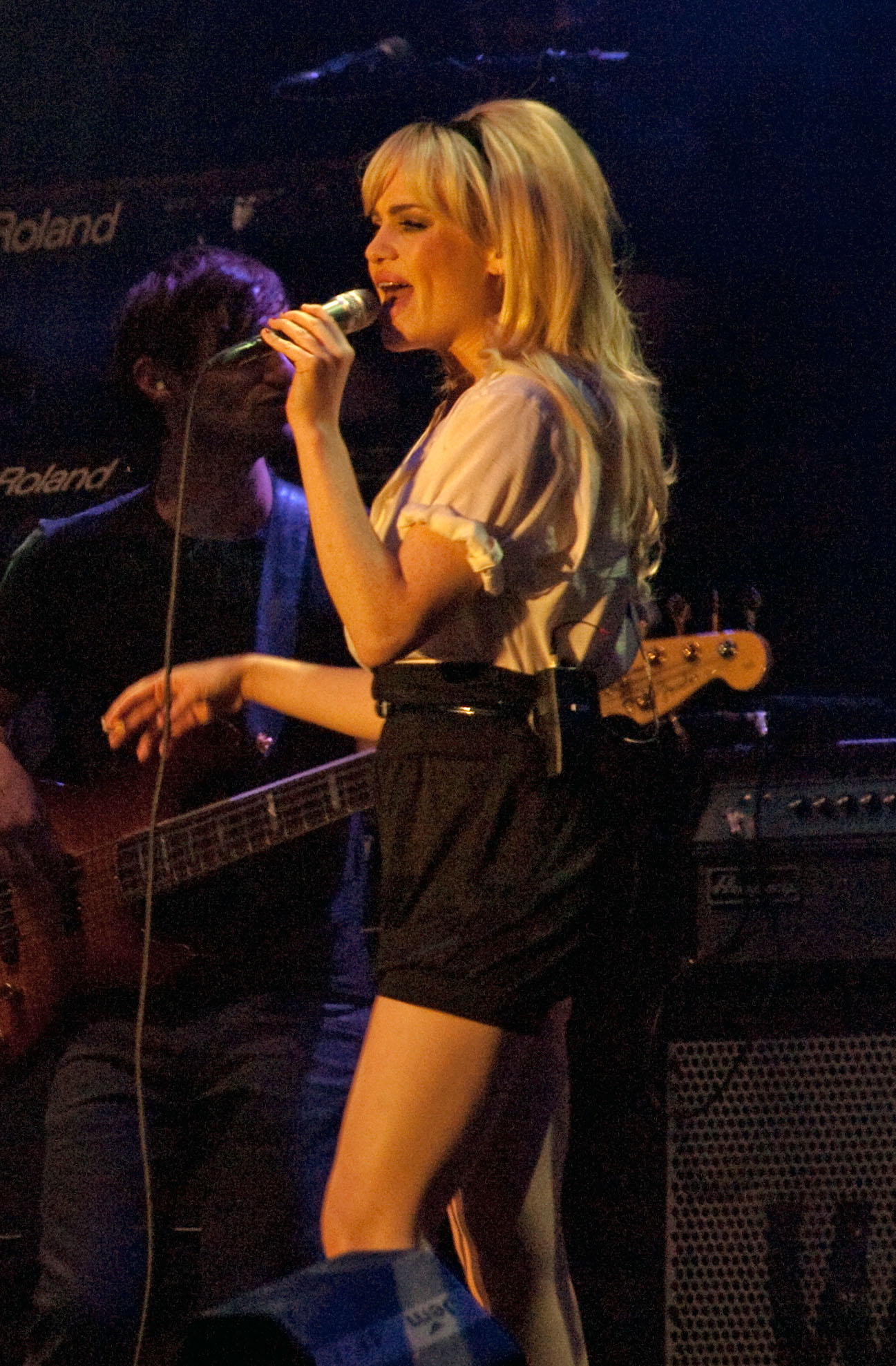
Даффи на концерте в Мурсии, 2009 год.

### Альбомы
- 2008: Rockferry
- 2010: Endlessly

### Синглы
- 2007: Rockferry
- 2008: Mercy
- 2008: Warwick Avenue
- 2008: Stepping Stone
- 2008: Rain on Your Parade
- 2010: Well, Well, Well

### EP’s
- 2004: Aimee Duffy
- 2008: Live from London
- 2008: FNMTV Live
- 2009: Deluxe EP
- 2009: Live at the Theatre of Living Arts